# Tomasz Schoen (matematyk)
Tomasz Schoen (ur. 7 lipca 1967 w Błaszkach, zm. 18 grudnia 2024) – polski matematyk, profesor nauk matematycznych. Specjalizował się w matematyce dyskretnej. Profesor Wydziału Matematyki i Informatyki Uniwersytetu im. Adama Mickiewicza w Poznaniu.

## Życiorys
Stopień doktorski uzyskał w 1997 na podstawie pracy pt. Zbiory wolne od sum (promotorem pracy był prof. Tomasz Łuczak). tytuł naukowy profesora nauk matematycznych otrzymał w 2014. Pracował jako profesor zwyczajny w Zakładzie Matematyki Dyskretnej Wydziału Matematyki i Informatyki UAM. W latach 2000–2002 odbył staż naukowy w niemieckim Uniwersytecie Christiana-Albrechta w Kilonii, gdzie w 2001 uzyskał habilitację. Był członkiem Polskiego Towarzystwa Matematycznego.
Swoje prace publikował w takich czasopismach jak m.in. „Acta Arithmetica", „Journal of Number Theory", „Colloquium Mathematicum", „Combinatorics Probability and Computing", „Israel Journal of Mathematics", „Forum of Mathematics, Sigma", „Journal of the London Mathematical Society", „Journal of Combinatorial Theory. Series A" oraz „Duke Mathematical Journal".
Pochowany został na cmentarzu naramowickim w Poznaniu.